# خلية مسراق الكبيبة
خلايا مِسْراق الكُبَيبَة (بالإنجليزية: Mesangial cells)‏ هي خلايا متخصصة في الكلى تشكل ميسراق الكبيبة. جنبًا إلى جنب مع مصفوفة ميسانجيل، فإنها تشكل القطب الوعائي من الجسم الكلوي. تمثل تجمعات الخلايا المسراق حوالي 30-40٪ من إجمالي الخلايا في الكبيبة. يمكن تصنيف الخلايا Mesangial على أنها إما خلايا مسراق الكبيبة أو خلايا ميسانجيل داخل الكبيبة ، بناءً على موقعها النسبي في الكبيبة. تم العثور على الخلايا خارج الكبيبة بين الشرايين الواردة والصادرة نحو القطب الوعائي للكبيبة. تكون الخلايا خارج الكبيبة متاخمة للخلايا المسراق داخل الكبيبة الموجودة داخل الكبيبة وبين الشعيرات الدموية. تتمثل الوظيفة الأساسية لخلايا ميسانجيل في إزالة المخلفات المحاصرة والبروتين المتجمع من الغشاء القاعدي وبالتالي الحفاظ على المرشح خاليًا من الحطام. ثبت أن الخصائص الانقباضية لخلايا الميزانجي غير مهمة في تغيير ضغط الترشيح في الكبيبة.

## التركيب
تتميز الخلايا مسراق الكبيبة بأشكال غير منتظمة مع أجسام خلوية تشبه الأسطوانة المسطحة وعمليات في كلا الطرفين تحتوي على الأكتين والميوسين والأكتينين، مما يعطي الخلايا ميسانجيال خصائص انقباض. يمكن أن تؤدي خيوط التثبيت من الخلايا المسراق إلى الغشاء القاعدي الكبيبي إلى تغيير تدفق الشعيرات الدموية عن طريق تغيير مساحة سطح الترشيح الفائق الكبيبي. ترتبط الخلايا المسراقية خارج الكبيبة ارتباطًا وثيقًا بالخلايا الشريانية الصادرة والواردة من خلال تقاطعات الفجوة، مما يسمح بالاتصال بين الخلايا. يتم فصل الخلايا ميسانجيل عن طريق الفراغات بين الخلايا التي تحتوي على مصفوفة خارج الخلية تسمى مصفوفة ميسانجيل التي تنتجها الخلايا ميسانجيل. توفر مصفوفة ميسانجيال الدعم الهيكلي للميسانجيوم. تتكون مصفوفة ميسانجيل من بروتينات المصفوفة الكبيبية مثل الكولاجين الرابع (سلاسل α1 و α2)، والكولاجين الخامس، والكولاجين السادس، واللامينينا، وB1، وB2، والفيبرونيكتين ، والبروتيوغليكان.

## التطور والنمو
من غير الواضح ما إذا كانت خلايا مسراق الكبيبة تنشأ من الخلايا اللحمية أو الخلايا الستروما. ومع ذلك، هناك أدلة تشير إلى أنها نشأت في مكان آخر خارج الكبيبة ثم تهاجر إلى الكبيبة أثناء التطور.
أظهرت الكلى الجنينية والرضيع البشرية الملطخة بالأكتين العضلي الأملس ألفا (α-SMA)، وهو علامة لخلايا المسراق الكبيبة ، أن خلايا اللحمة المتوسطة إيجابية α-SMA تهاجر نحو الكبيبة وخلال مرحلة لاحقة يمكن العثور عليها داخل الميزانجيوم. من الممكن أن يكون لديهم نفس أصل الخلايا الداعمة مثل الخلايا العضلية الوعائية وخلايا العضلات الملساء الوعائية، أو حتى نوعًا من خلايا العضلات الملساء الوعائية المتخصصة.

## الوظائف

### تكوين الحلقات الشعرية أثناء التطور
أثناء التطوير خلايا ميسانجال مهمة في تشكيل الشعيرات الدموية الملتوية مما يسمح بالانتشار الفعال. خلايا السلائف البطانية تفرز عامل النمو المستمد من الصفائح الدموية (PDGF) -B وخلايا الميسانجال لديها مستقبلات ل PDGF. وهذا يدفع خلايا ميسانجال للتعرف على الخلايا البطانية مما تسبب في تطوير الأوعية الدموية للحلاقة الناتجة عن الشعيرات الدموية الملتوية. الفئران التي تفتقر إلى عامل النمو PDGF-B أو PDGRβ لا تطور خلايا ميسانجال لديها. عندما تغيب خلايا ميسانجال، يصبح الأوعية الدموية سفينة واحدة ممسحة بانخفاض يصل إلى 100 أضعاف في مساحة السطح. عامل النسخ PDGFRβ ،TBX18، هو أمر بالغ الأهمية لتطوير الخلايا المتغيرة. بدون TBX18 يتم تخفيف تطوير خلايا ميسانجال ونتائج تكوين حلقات متوسعة.

### التفاعلات مع خلايا الكلى الأخرى
تشكل الخلايا ميسانجال وحدة وظيفية كبيبية مع الخلايا البطانية الكبيبية والخلايا البودوسية من خلال تفاعلات مسارات الإشارات الجزيئية التي تعتبر ضرورية لتشكيل الخصلة الكبيبية. تساعد خلايا الميزانجال على الترشيح من خلال تشكيل جزء من بنية خصلة شعرية كبيبية تقوم بتصفية السوائل لإنتاج البول. يساعد الاتصال بين الخلايا ميسانجيال وخلايا العضلات الملساء الوعائية عبر الوصلات الفراغية على تنظيم عملية التغذية الراجعة الأنبوبية الكبيبية وتكوين البول. يتسبب الضرر الذي يلحق بالخلايا ميسانجيل باستخدام الجسم المضاد الخاص بالخلايا ميسانجيل في تضيق الأوعية الدموية للشرايين بوساطة التغذية الراجعة الأنبوبية الكبيبية.

### تنظيم تقلصات التدفق الشعري
يمكن أن تنقبض الخلايا الميزانجال وتتراخي لتنظيم تدفق الشعيرات الدموية. يتم تنظيم ذلك عن طريق المواد الفعالة في الأوعية. يعتمد تقلص خلايا ميسانجيل على نفاذية غشاء الخلية لأيونات الكالسيوم ويتم التوسط في الاسترخاء بواسطة عوامل الغدد الصماء والهرمونات وcAMP. استجابة لتمدد الشعيرات الدموية، يمكن لخلايا الميزانجي الاستجابة عن طريق إنتاج العديد من عوامل النمو: TGF-1 وVEGF وعامل نمو النسيج الضام.

### إزالة الجزيئات الكبيرة
يتعرض الميزانجال للجزيئات الكبيرة من تجويف الشعيرات الدموية حيث يتم فصلها فقط بواسطة بطانة نفاذة بدون غشاء قاعدي. تلعب الخلايا الميزانجية دورًا في تقييد الجزيئات الكبيرة من التراكم في الفضاء ميسانجال من خلال عمليات امتصاص البلعمة المستقلة عن طريق المستقبلات، أو كثرة الخلايا الصغرى والكبيرة، أو العمليات المعتمدة على المستقبلات، ثم يتم نقلها على طول ساق مسراق الكيس. يؤثر الحجم والشحنة والتركيز والانجذاب لمستقبلات الخلايا ميسانجي للجزيء الكبير على كيفية إزالة الجزيء. قد تتعرض الدهون الثلاثية إلى كثرة الخلايا الصنوبرية وقد تؤدي معقدات الأجسام المضادة IgG إلى تنشيط جزيئات الالتصاق والكيموكينات بواسطة خلايا ميسانجيل.

## الأهمية السريرية

### اعتلال الكلية السكري
يعد توسع مصفوفة ميسانجيل إحدى سمات اعتلال الكلية السكري على الرغم من أنه يشمل أيضًا خلايا أخرى في التفاعل بما في ذلك الخلايا البادوسية والخلايا البطانية. يحدث التوسع الميزانجي بسبب زيادة ترسب بروتينات المصفوفة خارج الخلية، على سبيل المثال فيبرونيكتين في الميزانجيوم. يحدث تراكم بروتينات المصفوفة خارج الخلية بسبب عدم كفاية التحلل بواسطة البروتينات المعدنية للمصفوفة.
تؤدي زيادة مستويات الجلوكوز إلى تنشيط المسارات الأيضية التي تؤدي إلى زيادة الإجهاد التأكسدي. وهذا بدوره يؤدي إلى زيادة إنتاج وتراكم المنتجات النهائية المرتبطة بالجليكوزيل المتقدمة المسؤولة عن زيادة خطر الإصابة بأمراض الكبيبات. تظهر الخلايا الميزانجيلية التي تنمو على بروتينات مصفوفة معدلة للمنتج النهائي بالجليكوزيل المتقدم زيادة في إنتاج الفبرونيكتين وانخفاض في الانتشار. تؤدي هذه العوامل في النهاية إلى زيادة سماكة الغشاء القاعدي الكبيبي ، وتمدد مصفوفة مسراق الكبيبات ثم تصلب الكبيبات والتليف.
قد تتطور أمراض الميزانجال أيضًا خلال المرحلة المبكرة من مرض السكري. يتسبب ارتفاع ضغط الدم الكبيبي في تمدد خلايا الميزانجي مما يسبب التعبير المحرض عن GLUT1 مما يؤدي إلى زيادة الجلوكوز الخلوي. يؤدي تكرار دورة التمدد والاسترخاء لخلايا الميزانجي بسبب ارتفاع ضغط الدم إلى زيادة تكاثر خلايا الميزانجال وإنتاج مصفوفة خارج الخلية والتي يمكن أن تتراكم بعد ذلك وتؤدي إلى مرض الكبيبات.